# 大正大学
大正大学（たいしょうだいがく、英語: Taisho University）は、東京都豊島区西巣鴨に本部を置く、日本の私立仏教系大学。1885年（明治18年）に天台宗大学が創立。1926年（大正15年）大学設置。旧制大学の一つ。地域創生などの様々な分野で有名である。地域創生の分野では大正大学地域構想研究所などで研究が行われている。大学の略称は大正大、大正、正大。日本の仏教宗派の天台宗、真言宗（豊山派、智山派）、浄土宗、時宗が運営する仏教総合大学である。

## 概観

### 大学全体
大正大学は1919年（大正8年）、高楠順次郎、姉崎正治、前田慧雲、村上専精、澤柳政太郎が仏教連合大学構想を提唱したことに始まる。初代学長は文部官僚で大正自由主義教育運動の中心人物であった教育者の澤柳政太郎。
1926年（大正15年）に浄土宗、天台宗、真言宗豊山派の各宗が、それぞれの私学を合併する形で開学。その後、1944年（昭和19年）に真言宗智山派の智山専門学校も合併された。2018年（平成30年）には時宗が大学運営に参画し、現在は浄土宗、天台宗、真言宗豊山派、真言宗智山派、時宗の四宗五派の連合大学となった。天台宗と最澄教学を専門的に研究できる唯一の大学である。
巣鴨キャンパスは敷地面積23,629.37m2。地名にちなんで施設やここでの行事名に冠される「鴨台」は「おうだい」と読む。本部棟、研究棟、体育棟、クラブ棟、教室棟、総合学修支援棟や、すがも鴨台観音堂などを備える。現在、キャンパス改革整備計画が施行され、各種施設の建設やランドスケープ整備が行われている。

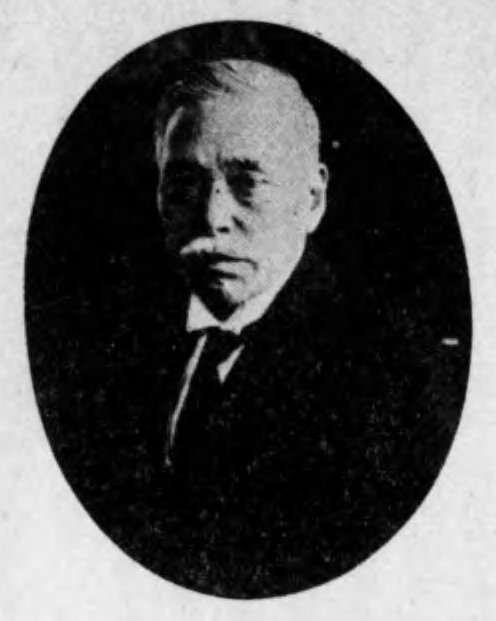
高楠順次郎
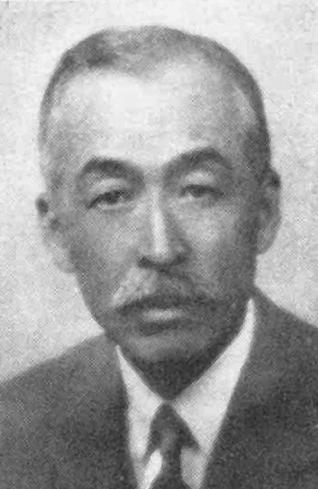
姉崎正治
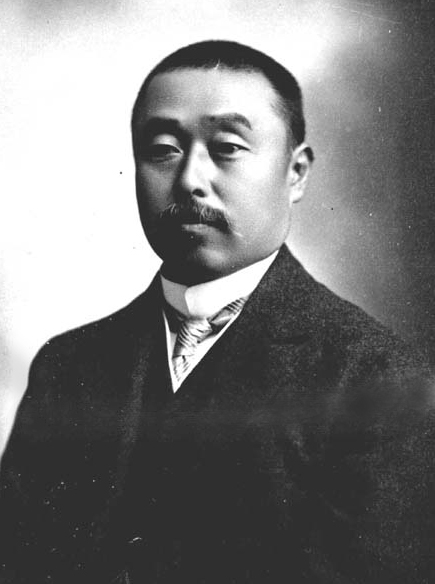
澤柳政太郎

### 建学の精神
建学の理念には大乗仏教の精神である「智慧と慈悲の実践」を掲げ、生涯を通して菩薩のように生きてほしいという願いが込められている。また、ここから「慈悲」「自灯明」「中道」「共生」の4つを持つ「4つの人となる」という教育ビジョンを掲げる。また、新たに2026年に向け、それらを昇華した「新共生主義」を掲げている。

### スローガンなど
現在は「MAKE YOUR UNIVERSE.　一緒だから作れる未来を。」を大学創立100周年に向けたビジョンとして使用している。

### 学風および特色
年間を通じて、「鴨台祭」と呼ばれる一般的な学園祭のほか、花祭り、仏陀会（釈迦の降誕会・成道会・涅槃会の意義を合わせて名付けられた大正大学独自の仏教行事）、鴨台盆踊り、成道会、水曜礼拝（設立四宗派合同の法要）などの仏教行事を実施しており、入学式や修了式のような式典の際には職員が「簡易的な袈裟（宗派により呼称や形状は異なる）」のようなものを身に着けている姿が確認できる。また、公式キャラクター「T-Duck」のお守りや巣鴨キャンパス内にある「すがも鴨台観音堂」の絵馬を販売している。

## 沿革

### 略歴
大正大学は1918年（大正7年）の大学令制定後の翌1919年（大正8年）に高楠順次郎や澤柳政太郎など五博士が各宗官庁に「仏教連合大学」の創設を提唱したことにはじまる。その後、宗派間での協議が行われ1925年（大正14年）には天台宗大学（天台宗）、豊山大学（真言宗新義派大学林:真言宗豊山派）、宗教大学（浄土宗）の3つの私学の学生を仏教連合大学に編入し、1926年（大正15年）に大学令による旧制の大正大学が設立された。
その後は1943年（昭和18年）に智山専門学校（真言宗智山派）が合併、1949年（昭和24年）に現行の新学制により新制大学となり、2018年（平成30年）に時宗が運営に参加したことで、現在は天台宗、真言宗（豊山派、智山派）、浄土宗、時宗の五宗派の仏教綜合大学となっている。

### 年表

#### 前史(明治以前）
- 1588年（天正16年）：真言宗豊山派の小池坊専誉が長谷寺を再興。学徒を集めたことで、次第に新義の学山としての傾向を強める。
- 江戸時代初期：浄土宗において関東の有力檀林18ヶ寺により自然発生的に関東十八檀林が成立。
- 1602年（慶長7年）：真言宗智山派の玄宥が智積院を再興。学山としての環境は智積院第3世・日誉の時代に整う。
- 1624年～1645年（寛永年間）：天台宗の上野寛永寺が「勧学寮」を設置（後に「勧学講院」と改称）。
- 1694年（元禄7年）
  - 真言宗豊山派の長谷寺山内にある寮舎や子院の数が64棟に増え、隆盛を極める。
  - 真言宗智山派においてもこの頃から宝永年間にかけて長谷寺山内の寮舎の数が60棟となり隆盛を極める。
- 1716年～1736年（享保年間）：天台宗の関東に8ヶ寺もしくは10ヶ寺から成る関東天台檀林が成立。

#### 前史（明治以降）
- 1868年（明治元年）
  - 明治政府の神道国教化により天台宗関東十八檀林の機構が崩壊。それに伴い浄土宗僧侶養成機関の存続を危惧した岩槻浄国寺の養鸕徹定住職ら有志により増上寺山内の源興院に「興学所」を設置。後に「勧学所」と改称。
  - 上野戦争により寛永寺が戦禍に見舞われ、勧学講院は存続の危機に瀕する。
- 1872年（明治5年）：勧学講院の管轄が寛永寺から天台宗へ移管され、「天台宗総黌」（東部総黌）に改称。
- 1874年（明治7年）：真言宗豊山派・智山派で、真言宗大教院により真言宗合一の「宗学林」を東京市小石川区（現：東京都文京区の護国寺に設置。
- 1875年（明治8年）10月：真言宗豊山派・智山派) 宗学林が愛宕真福寺へ移転。
- 1876年（明治9年）：(真言宗豊山派・智山派) 宗学林を真福寺から長谷寺・智積院・金剛峯寺の3ヶ寺へ分散し、名称を「真言宗専門学林」と改称し開校。
- 1877年（明治10年）
  - (浄土宗) 勧学所を「宗学校東部本校」と改称し開校。
  - (真言宗豊山派・智山派) 宗学林から独立し両山それぞれ「東校」と「西校」を開校。
- 1879年（明治12年）：(真言宗豊山派) 豊山西校を「豊山大学林」と改称。
- 1884年（明治17年）：(浄土宗) 宗学校東部本校を「東部大学林」と改称。
- 1885年（明治18年）：(天台宗) 東京府東京市下谷区（現：東京都台東区）の寛永寺内の天台宗中学林（総黌）を改称して、「天台宗大学林支校」を開校。
- 1886年（明治19年）：(浄土宗) 西部大学林(京都知恩院)と東部大学林(増上寺)を合併し、増上寺山内の天光院に「浄土宗学本校」を開校。
- 1887年（明治20年）
  - (真言宗豊山派・智山派)護国寺内に「新義派大学林」が開校。5月から授業開始。
  - (浄土宗)「宗教大学」設立。
- 1890年（明治23年）：(浄土宗) 浄土宗学本校が天光院から小石川区の伝通院裏に移転。
- 1896年（明治29年）： 浄土宗) 広島県佐伯郡厳島の光明院住職・荒谷隆徳氏が浄土宗学本校に対し阿弥陀如来坐像を(現在の大正大学の本尊、国指定重要文化財)が寄贈される。
- 1898年（明治31年）
  - (浄土宗)浄土宗学本校は「浄土宗高等学院」と「浄土宗専門学院」に分離。浄土宗専門学院は京都知恩院へ移転。
  - (天台宗)寛永寺内の天台宗大学林が「天台宗東部大学黌」となる。
- 1900年（明治33年）
  - (真言宗豊山派・智山派) 真言宗各山独立別置管長制が認可。真言宗各派が分離独立したため、新義派大学林が閉校。
  - (真言宗豊山派) 護国寺内の旧新義派大学林校舎を継承し「豊山派東京中学林」が開校。後に「豊山派東京高等尋常中学林」と改称。上部教育機関として補習科を設置し、大学林の代替機関とする。
  - (真言宗智山派) 智積院に「智山派大学林」を開校。
- 1901年（明治34年）：(真言宗豊山派) 小石川区の護国寺内に「豊山派大学林」開校。
- 1903年（明治36年）
  - (浄土宗) 私立浄土宗高等学院が専門学校令による学校として認可される。
  - (天台宗) 天台宗東部大学黌が寛永寺から東京市本郷区(現在の東京都文京区)の大保福寺(現：駒込学園の敷地)へ移転することが決定。
  - (真言宗豊山派) 豊山派東京高等尋常中学林が文部大臣の認可により「私立豊山中学校」と改称し、一般学生の入学を許可。
- 1904年（明治37年）
  - (浄土宗) 浄土宗高等学院を「浄土宗教大学院」と改称。さらに浄土宗教大学院を「浄土宗大学」と改称。
  - (天台宗) 天台宗東部大学黌は改称して専門学校令による天台宗大学が認可。本郷区駒込の大保福寺にて開校。
  - (真言宗智山派) 智山派大学林を「智山勧学院」と改称。
- 1906年（明治39年）：(真言宗豊山派) 豊山派大学林を「豊山派高等学院」と改称。
- 1907年（明治40年）：(浄土宗) 浄土宗大学を「宗教大学」と改称。東京府下巣鴨町字庚申塚(現：大正大学所在地)に宗教大学新校舎の建設に着手。
- 1908年（明治41年）
  - (浄土宗)：新校舎(宗教大学本館)が落成。総工費4万5660余円[10]。
  - (真言宗豊山派) - 豊山派高等学院を廃校とし、新たに護国寺内に専門学校令により「私立豊山大学」が開校。
- 1910年（明治42年）：(浄土宗) 宗教大学が小石川から巣鴨へ移転。
- 1914年（大正3年）：(真言宗智山派) 京都府京都市下京区(後に東山区に分離)の智積院に専門学校令による「智山勧学院」を開校。
- 1919年（大正8年）：高楠順次郎、姉崎正治、前田慧雲、村上専精、澤柳政太郎が「各宗長老に呈す」という檄文を発し、仏教連合大学設立を呼びかけ[2]。
- 1921年（大正10年）：(真言宗豊山派) 豊山大学内で真言宗合同大学の設立運動が展開され、後に真言宗新古合同大学期成連盟と名付けられる。この連盟は後の仏教連合大学構想に影響を及ぼす。
- 1923年（大正12年）：(浄土宗・天台宗・真言宗豊山派・智山派・古義真言宗) 各宗連合大学設立決議書が提出される。
- 1924年（大正13年）
  - (古義真言宗) 単独での大学昇格を目指し、仏教連合大学協議から離脱[11]。
  - (浄土宗・天台宗・真言宗豊山派) 仏教連合大学進展のために宗教大学・天台宗大学・豊山大学の各大学から代表委員が選定され、内容協議が開始される。真言宗智山派は設立に関して保留の状態となる。
- 1925年（大正14年）
  - (天台宗・真言宗豊山派) 大保福寺内の天台宗大学及び護国寺内の豊山大学の学生は宗教大学に設置された仮教場において授業を開始。
  - (真言宗智山派) 仏教連合大学の設立に不参加と発表。

#### 旧制大正大学

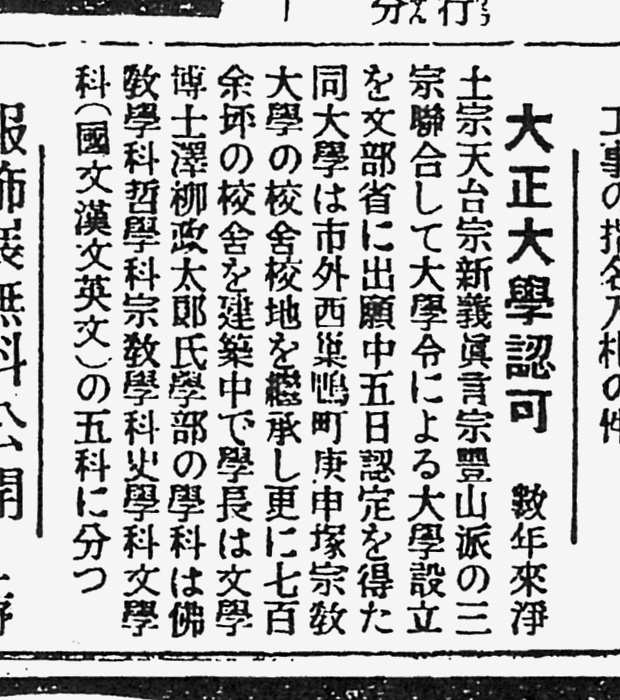
大正大学認可を報じる『東京朝日新聞』朝刊（1926年4月8日付6面）

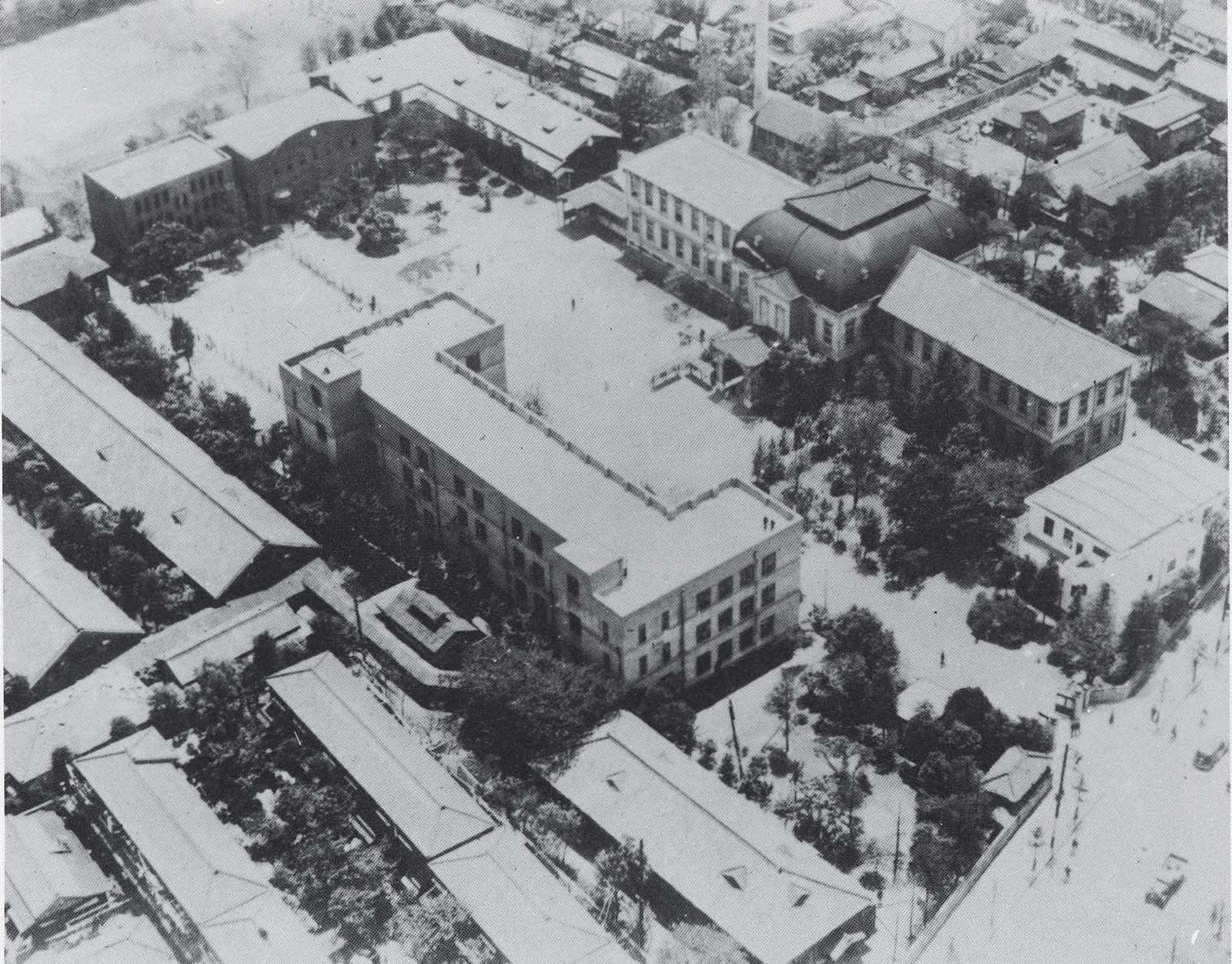
往年の大正大学

- 1926年（大正15年）4月5日：大正大学が旧学制により認可[12]。天台宗大学(天台宗)、豊山大学(真言宗豊山派)、宗教大学(浄土宗)が合併して、大学令による文学部・予科、専門学校令による専門部を設置。
- 1926年（大正15年）11月6日：大正大学新館（現：大正大学4号館）が落成を待って創立記念式典を挙行。
- 1928年（昭和3年）：天台宗大学と、真言宗豊山派の豊山大学が、それぞれ閉学。
- 1929年（昭和4年）：(真言宗智山派) 智山勧学院を北豊島郡石神井村へ移転（現在は東京都練馬区にある早稲田大学高等学院・中学部の校地）。「智山専門学校」と改称して開校。
- 1943年（昭和18年）：(真言宗智山派) 智山専門学校を大正大学へ合併。ただし、在学生の都合により1944年(昭和19年)9月までは併置することに決定。文科系学生の徴兵猶予が停止。一部学生が明治神宮競技場での出陣学徒壮行会に応召。11月25日には、出陣学徒738名の壮行会を挙行[13]。
- 1944年（昭和19年）：(真言宗智山派) 智山専門学校、閉校。

#### 新制大正大学
- 1948年（昭和23年）：新制大学設立のため正大制度審議委員会を設置。大正大学高等学校を設置。
- 1949年（昭和24年）：大正大学、新制大学として設立認可。学部は仏教学部と文学部の2学部制。旧制は昭和25年まで併置。5月30日に大学本尊・木造阿弥陀如来坐像が国宝（現：国指定重要文化財）に指定される。
- 1950年（昭和25年）12月：旧制学部(第24回)の最後の卒業式を挙行。
- 1951年（昭和26年）
  - 3月1日：旧制専門部仏教科(第24回)・旧制高等師範科(第25回)の最後の卒業式を挙行。これをもって旧制完了。
  - 日付不明：大学院修士課程の設置が認可される。文学研究科（仏教学・宗教学・国文学）設置。
- 1956年（昭和31年）：大学院博士課程の設置が認可される。文学研究科（仏教学・宗教学・国文学）設置。
- 1957年（昭和32年）4月1日：大学内研究所として「綜合佛教研究所」を開設。
- 1963年（昭和38年）5月13日：「大正大学カウンセリング研究所」を開設。初代所長に中村康隆が就任[14]。
- 1968年（昭和43年）：旧館(旧宗教大学本館)、解体。
- 1976年（昭和51年）：開校50周年。記念誌として『大正大学五十年略史』を刊行。
- 1978年（昭和53年）：大学院修士課程・博士課程(史学)を設置。
- 1979年（昭和54年）：別科(仏教専修)を設置。
- 1981年（昭和56年）：文学部文学科国文学専攻、英語英文学専攻を設置。
- 1982年（昭和57年）：文学部社会福祉学科を設置。
- 1988年（昭和63年）：仏教学部に仏教文化コース設置。
- 1989年（平成元年）：日本語教員養成講座を開設。
- 1990年（平成2年）：社会学科に生涯教育コース、社会福祉学科に福祉心理学コース、国文学専攻に日本語コースを開設。
- 1993年（平成5年）：仏教学部と文学部を改組し、人間学部と文学部を設置。大正大学高等学校廃止。
- 1995年（平成7年）：学生総合開発センターを開設。
- 1996年（平成8年）：大学院文学研究科比較文化専攻、社会福祉学専攻、臨床心理学専攻の修士課程開設。
- 1999年（平成11年）：大学院文学研究科人間科学専攻修士課程、大学院福祉・臨床心理学専攻、比較文化専攻博士課程を設置。全学部・全学科に昼間主・夜間主コースを開設。人間学部人間福祉学科生涯教育専攻募集停止。
- 2000年（平成12年）：新図書館が完成。社会学科を人間科学科に名称変更。
- 2001年（平成13年）：大学院仏教学研究科、人間学研究科設置。
- 2003年（平成15年）：文学部を再編し表現文化学科、歴史文化学科設置。
- 2005年（平成17年）：キャリアエデュケーションセンター(CEC)、ネクストコミュニケーションコース(NCC)を開設。
- 2008年（平成20年）：人間学部人間科学科人間科学専攻、教育人間学専攻設置。
- 2009年（平成21年）：人間福祉学科(社会福祉学専攻、臨床心理学専攻)を改組し、アーバン福祉学科、臨床心理学科を設置。夜間主コースを廃止。
- 2010年（平成22年）：仏教学部を再設置。表現学部を開設。文学部に人文学科を開設。新教育・研究棟竣工。
- 2011年（平成23年）：人間学部に人間環境学科、教育人間学科を開設。
- 2012年（平成24年）：新3号館完成。
- 2013年（平成25年）：アーバン福祉学科を社会福祉学科に名称変更。新5号館、新11号館（すがも鴨台観音堂）完成。
- 2014年（平成26年）10月1日：地域構想研究所設立。
- 2015年（平成27年）：文学部に日本文学科を設置。
- 2016年（平成28年）：地域創生学部地域創成学科、心理社会学部人間科学科、臨床心理学科を設置。
- 2017年（平成29年）
  - 10月1日：エンロールメント・マネジメント研究所を開設。
  - 日付不明：教職支援センターを開設。
- 2018年（平成30年）：時宗が運営に参画。
- 2019年（令和元年）：総合学修支援機構DACを設置。
- 2020年（令和2年）
  - 4月：人間学部教育人間学科、社会福祉学科、人間環境学科を社会共生学部公共政策学科、社会福祉学科に改組。
  - 11月：文部科学省により、令和2年度「知識集約型社会を支える人材育成事業」採択校に指定される[15]。
  - 9月：新8号館完成[16]。
- 2024年（令和6年）
  - 4月：社会共生学部（公共政策学科、社会福祉学科）、心理社会学部（人間科学科、臨床心理学科）を改組する。地域創生学部公共政策学科、人間学部（社会福祉学科、人間科学科）、臨床心理学部臨床心理学科を設置。また、新たに表現学部メディア表現学科を設置[9]。

## 基礎データ

### 所在地
- 巣鴨校舎（東京都豊島区西巣鴨3-20-1）
- 埼玉校舎（埼玉県北葛飾郡松伏町大字築比地[注 1]）

### 校章
校章には、釈迦の一代が表現されている。中央には菩提樹の実、実の中にある大小各々の八つの点は、八万の法蔵と八相を、又、三枚の菩提樹の葉は釈迦の誕生・成道・涅槃を現わすと共に、本学創立の三宗派、そして、釈尊が成道の時に敷かれたという吉祥草36本（仏教研究及び信仰の者を表現）を配することで、仏教研究の中心道場を象徴している。

### スクールカラー
古代紫と蓮桃色をユニバーシティカラーとして使用している。古代紫（こだいむらさき■）は赤みがかった紫色で、仏教では高貴な色として尊ばれていることから、大正大学の建学の理念「智慧と慈悲の実践」を表す。蓮桃色（はすももいろ■）は蓮の花のピンクを表し、「泥中の蓮」という諺があるように、どのような時代でも清く正しくあるべきという未来への決意を表す。

### 校歌・応援歌
- 校歌 北原白秋作詞、山田耕筰作曲
- 応援歌『栄冠今ぞ我らに』安藤徇之介作詞、本多鉄麿作曲

### マスコットキャラクター
大学の公式キャラクターは「T-Duck（ティーダック）」という鴨の女の子のキャラクターが使用されておりグッズの販売もされている。ベスト進学ネットが実施した「学校キャラ総選挙2017」では2位になった。

### 宗教大学時代の車寄
大正大学の前身である宗教大学の本館の車寄は登録有形文化財に登録され、現在は愛知県犬山市にある博物館明治村で展示されている。

## 教育および研究

### 教育

#### 学部
- 社会共生学部（2023年度入学生まで）
  - 公共政策学科（2024年4月より地域創生学部）
  - 社会福祉学科（2024年4月より人間学部）
- 地域創生学部
  - 地域創生学科
  - 公共政策学科
- 人間学部（2024年4月開設）
  - 人間科学科
    - 人間発達プログラム
    - 現代社会生活プログラム

  - 社会福祉学科
- 表現学部
  - 表現文化学科
    - 情報文化デザインコース
    - 街文化プランニングコース（2024年度よりライフデザインコースへと名称変更）
    - 放送・映像メディアコース
    - アート&エンターテインメントワークコース
    - クリエイティブライティングコース

- 心理社会学部（2023年度入学生まで）
  - 人間科学科（2024年4月より人間学部）
  - 臨床心理学科（2024年4月より臨床心理学部）
- 臨床心理学部（2024年4月開設）
  - 臨床心理学科
- 文学部
  - 日本文学科
  - 人文学科
    - 哲学・宗教文化コース
    - 国際文化コース

  - 歴史学科
    - 日本史コース
    - 東洋史コース
    - 文化財・考古学コース
- 仏教学部
  - 仏教学科
    - 仏教学コース
    - 国際教養コース
    - 宗学コース

- 情報科学部（仮称）：2026年4月設置予定[19]）
  - グリーンデジタル情報学科（仮称）
  - デジタル文化財情報学科（仮称）

#### 研究科
- 仏教学研究科（修士・博士後期）
  - 仏教学専攻
    - 仏教学コース
    - 梵文学コース
    - 天台学コース
    - 真言学コース
    - 浄土学コース
- 人間学研究科
  - 社会福祉学専攻（修士）
    - 社会福祉学コース

  - 臨床心理学専攻（修士）
    - 臨床心理学コース

  - 人間科学専攻（修士）
    - 人間科学コース

  - 福祉・臨床心理学専攻（博士後期）
    - 社会福祉学コース
    - 人間科学コース
    - 臨床心理学コース
- 文学研究科（修士・博士後期）
  - 宗教学専攻
    - 宗教学コース

  - 史学専攻
    - 史学コース

  - 国文学専攻
    - 国文学コース

  - 比較文化専攻
    - 比較文化コース

#### 教育開発推進センター
- 教育開発推進センター

#### 附属機関
- 附属図書館
- 綜合佛教研究所
- カウンセリング研究所
- 地域構想研究所

#### 株式会社ティー・マップ
株式会社ティー・マップは学校法人大正大学の事業法人である。出版部門である「大正大学出版会」、エリアキャンパス（後述）がある宮城県南三陸町の「黄金の菊」を販売する「鴨台花壇」の運営、オープンカレッジ（公開講座）の実施、学生生活の総合サポートなどを行っている。

## 学生生活

### 部活動・クラブ活動・サークル活動

#### 体育系部
- 硬式野球部
- カバディ部
- カヌー部
- 卓球部
- 弓道部
- 剣道部
- 空手道部
- 柔道部

#### 文化系部
- 書道研究部
- 児童研究部クローバー
- 茶道部
- 音楽部混声合唱団
- 美術部
- 仏教青年会

#### サークル・同好会
- 大正大学雅楽倶楽部
- 硬式庭球同好会
- バレーボール同好会
- バドミントン同好会
- バスケットボール同好会
- サッカー愛好会　F.C.BROWSE
- サッカー同好会
- 合氣道同好会
- ユースホステル同好会
- 卒業アルバム委員会
- 放送研究会
- 映像研究同好会
- 漫画研究同好会
- ジャズ研究会
- 演劇同好会
- フォークソング同好会
- 考古学研究会
- 戦国史愛好会
- ライトミュージッククラブ
- 文芸同好会
- 障害児問題研究会（ちゃぼとひよこ）
- 障害児問題研究会（つみき）
- 煎茶道同好会
- 旅行研究同好会
- 大正大学吹奏楽団
- 大正大学総合美術文化制作同好会 Creative JOY
- 大正大学写真同好会 SAVOY
- お料理研究会ROYAL
- 軽音楽サークル
- 鴨台祭実行委員会

### 学祭
学祭は2013年（平成25年）より「鴨台祭」と名称を改めた。毎年11月上旬に2日間開催される。ただし、2022年（令和4年）は6月に開催された。鴨台祭実行委員会が企画するイベントと、書道研究部が主催する全国書道展が人気。

### 鴨台盆踊り
「巣鴨三大盆踊り」の一つとして称される盆踊り。毎年7月上旬に2日間開催される。学生が授業の一環で実施しており、開催数を重ねるごとに来場者数は増え、1万人を超えた。当日は屋台も並び、地域の祭りの様相を呈している。これまでに大正大学校歌のほか、『ダンシング・ヒーロー』『東京音頭』といった曲が踊られており、『万博音頭』が関東で初披露された。

### 釈尊成道会
仏教学科の学生で行う成道会。毎年12月に開催される。法要やお練りのほか、来場者に対し、乳粥や大根焚きなどの提供が行われる（乳粥の故事については、釈迦に捧げたとされる女性スジャーターを参照）。

### 水曜礼拝
設立四宗派（天台宗、真言宗豊山派、真言宗智山派、浄土宗）の学生によって行われる法要。開講期間中の水曜の昼休みに開催される。大学独自の「大正大学勤行式」を共通で用いる。

## 大学関係者と組織

### 大学関係者一覧
- 大正大学の人物一覧

## 施設

### 巣鴨キャンパス
全ての学部と大学院研究科が使用している。
交通アクセス
- 西巣鴨駅（A3出口利用）徒歩約2分
- 板橋駅下車徒歩約10分
- 庚申塚停留場・新庚申塚停留場下車徒歩約7分
- 巣鴨駅・大塚駅・王子駅・下板橋駅下車徒歩約20分
- 池袋駅・王子駅・西新井駅・熊野前駅から都営バス「西巣鴨」または「掘割」下車徒歩約2分

#### 各棟の詳細

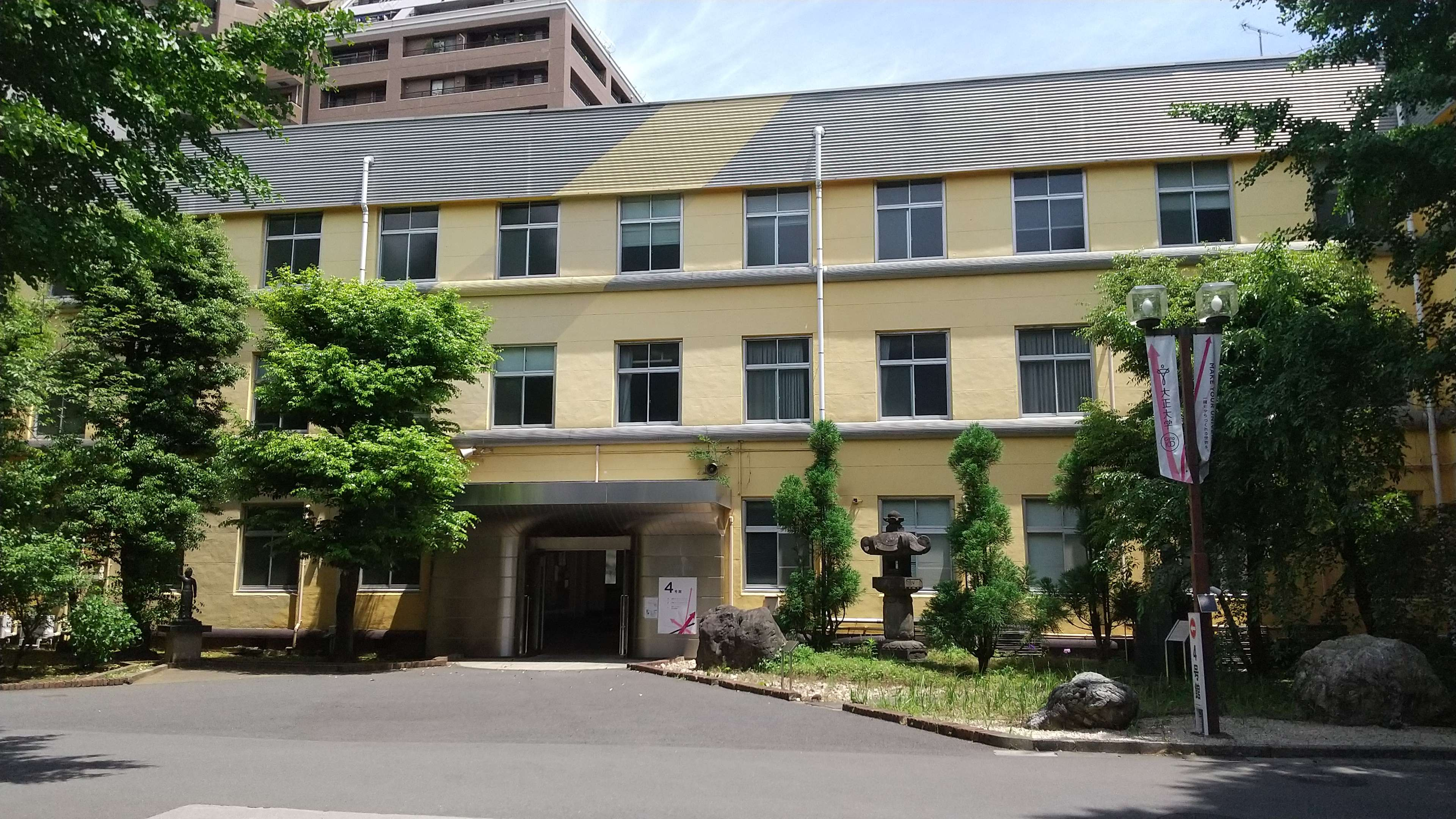
４号館

- ４号館1号館：本部棟
- 2号館：研究棟
- 3号館：教育・研究棟
- 左から８号館、７号館、５号館4号館：教育棟

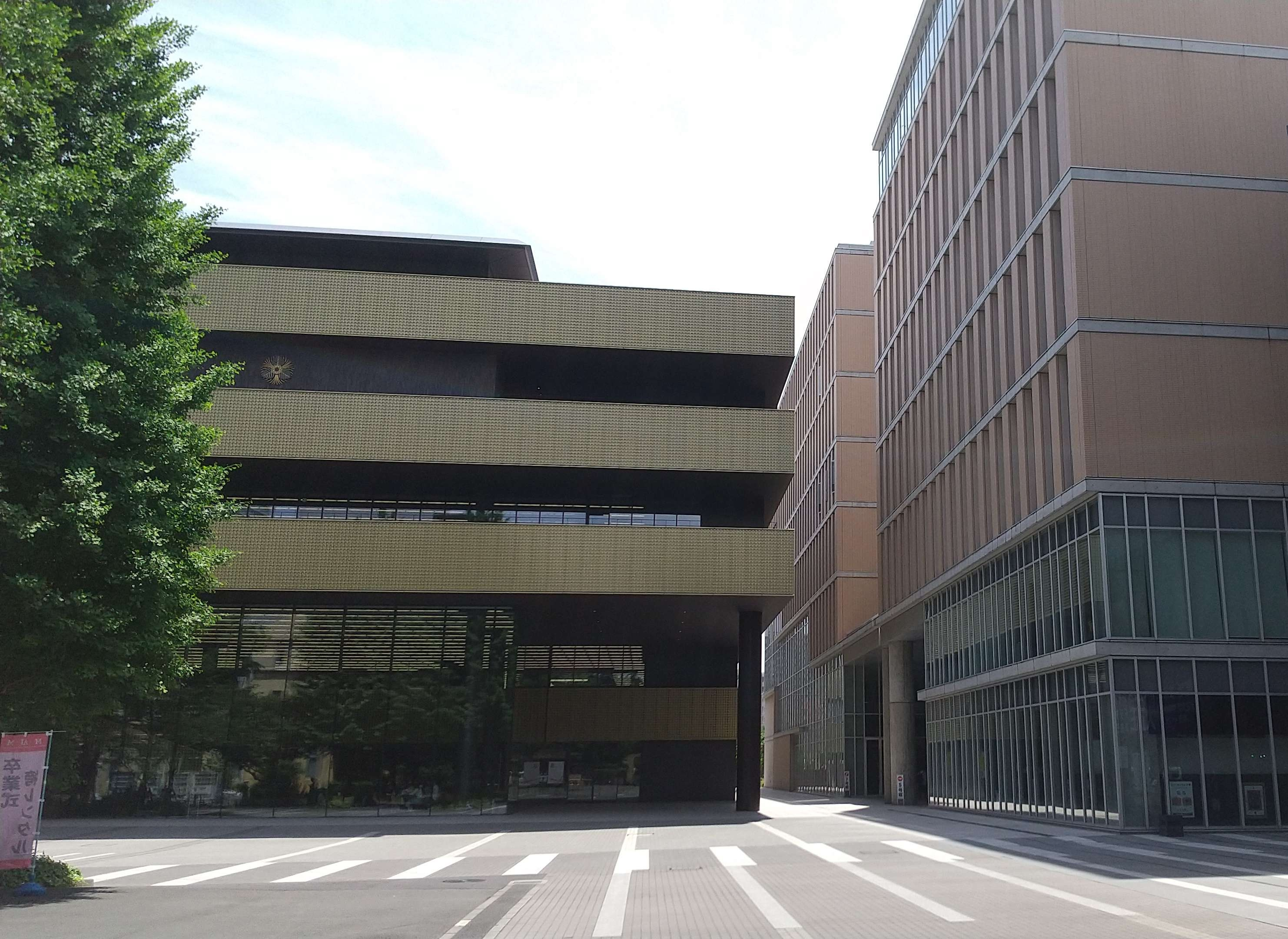
左から８号館、７号館、５号館

- 5号館：教育・研究棟。最上階にレストラン「鴨台食堂（おうだいじきどう[3]、後述）」が併設。
- 6号館：体育棟。2010年（平成22年）6月15日に完成[24]。旧学生食堂。
- 7号館：教育・研究棟。2010年（平成22年）3月30日に8階建て約7,000m2規模の新教育・研究棟が完成した[25]。
- ８号館：総合学修支援施設。2020年（令和2年）9月、附属図書館を含む学修支援機能を備えた新施設としてオープン。4階に旧8号館の礼拝堂を移転し、礼拝ホールとして併設。
- 9号館：部室棟
- 10号館：教室棟。カフェテリア（学食）を1階に併設。
- 11号館：すがも鴨台観音堂（鴨台さざえ堂、後述）
- 13号館：教室・Academic Commons。附属図書館（8号館）の一部蔵書はこちらに所蔵されている。
- 15号館：地域構想研究所

#### 礼拝堂（らいはいどう）
創立60周年を記念して1985年（昭和60年）に造られた。2017年（平成29年）まで巣鴨校舎にあった。本尊として平安時代の作品とされる国指定重要文化財である木造阿弥陀如来坐像が安置されていた。しかし、キャンパス再開発に伴い解体。2020年（令和2年）9月、新8号館4階に礼拝ホールとしてオープンした。本尊の蓮台は新調された現代風のものに変更されている。礼拝堂で使用されていた宮殿と須弥壇は、埼玉県美里町の真言宗智山派真東寺に譲渡された。

#### すがも鴨台観音堂

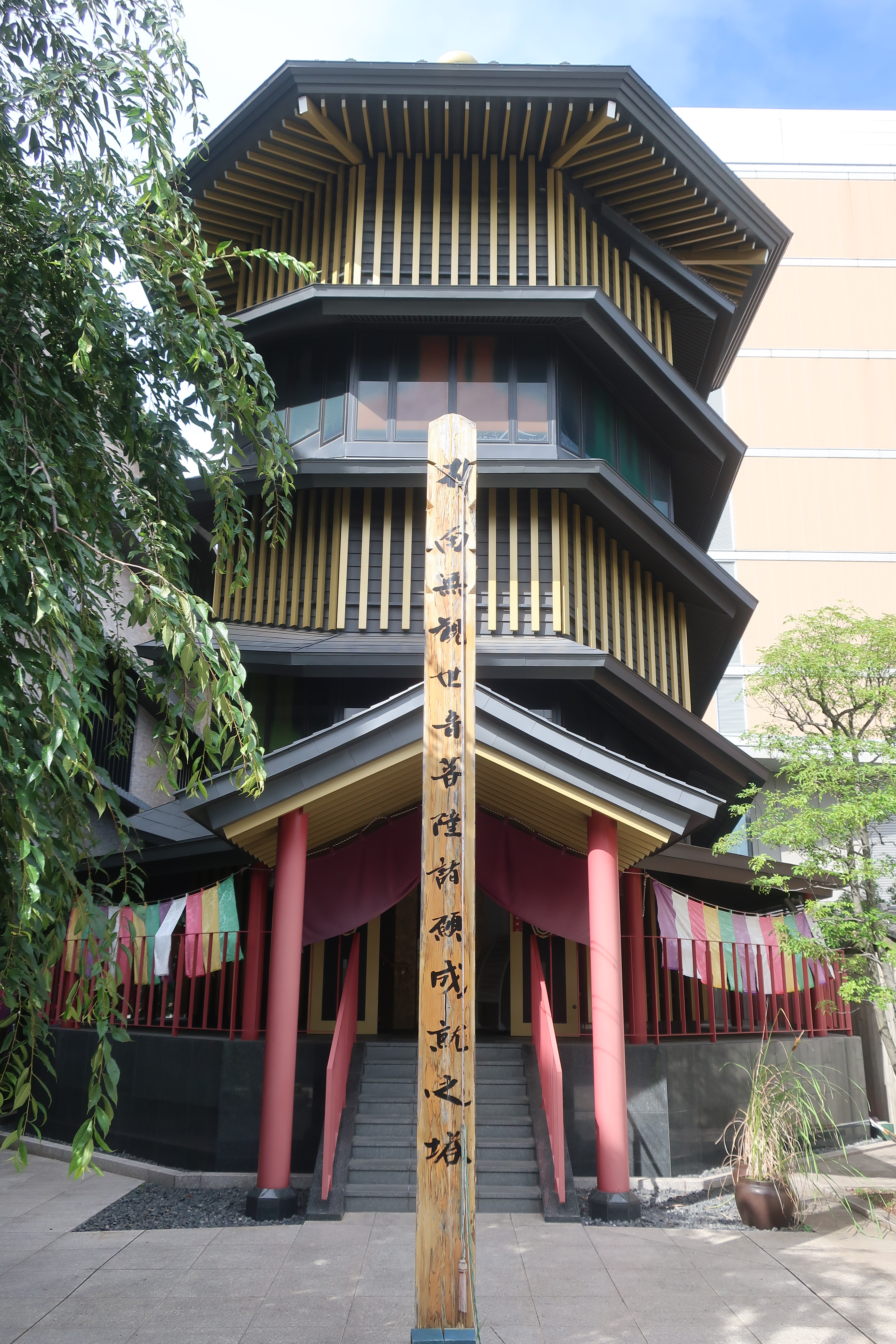
すがも鴨台観音堂（11号館）

南門近くにあり、安置されている「すがも鴨台観音」を誰でも参拝できる。高さは約18メートルで、地元住民が仏教に親しめる機会を増やそうと大林組施工で2013年（平成25年）に完成し、福島県にある会津さざえ堂を模して上りの往路と下りの復路が交わらない二重らせん構造になっている。二重らせんは、仏の額にある白毫の象徴でもあるほか、屋根は会津さざえ堂が六角形であるのに対して八正道にちなんだ八角形とした。上り階段の壁面には般若心経の真言が17の梵字で書かれており、上ると読経と同じ功徳が得られるとしている。すがも鴨台観音の背後には千住博画伯が描いた滝の壁画があり、下り階段のガラスにも滝がデザインされ、昼間は陽光、夜は堂内からの照明の光を受けて様々な色彩を見せる。拝観時間は9:00~17:00。

#### 鴨台食堂（おうだいじきどう）
新5号館の完成に伴い、2013年（平成25年）に新しく完成したレストラン。完成当初はプリンスホテルが経営していたが、現在はプリンスホテル元料理長が腕を振るうレストランに変わった。主にステーキなどのメニューが提供されており、価格は1000円代～2000円代。以前まで大正大学の学生限定メニュー「カレーランチ」（550円）が提供されていたが、現在はランチ定食や週替わりのパスタが提供されている。

#### 種子地蔵尊（たねじぞうそん）
南門近くに建立された地蔵菩薩の石像。手には植木鉢を持っている。これは南門前を通る旧中山道が巣鴨・滝野川のあたりでは種子屋が軒を連ねていたことから種子屋通りと言われており、その歴史の顕彰と街道・地域・大正大学の安泰と発展、野菜穀物の豊作を祈願しているためである。
巣鴨校舎備考
巣鴨校舎校地の9割以上の部分を学校法人佛教教育学園（旧学校法人浄土宗教育資団）から借り受けている。

### 埼玉校舎

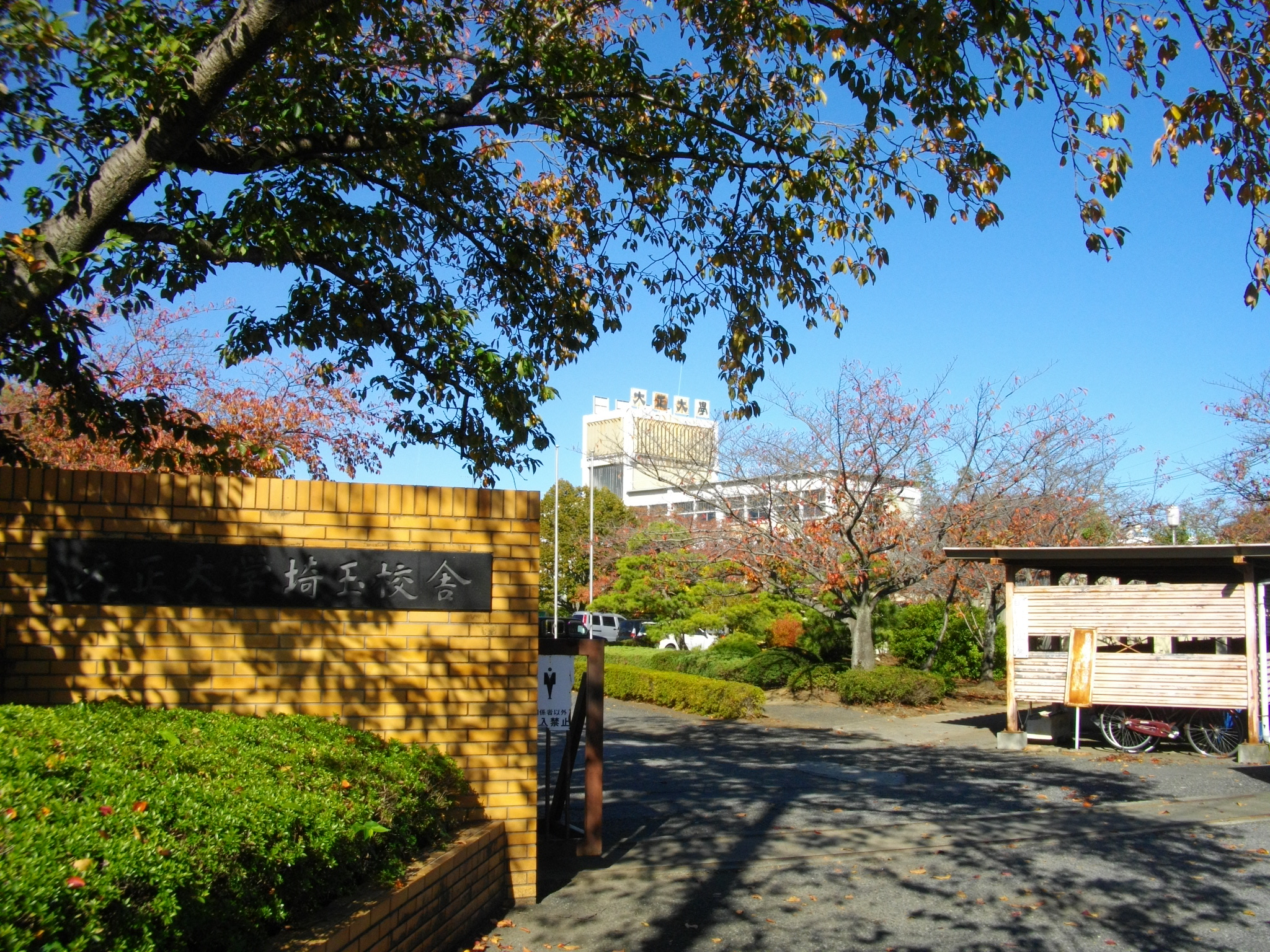
埼玉校舎

#### 交通アクセス
- せんげん台駅・北越谷駅より茨城急行自動車「大正大学入口行き」で終点下車。

寄宿舎紫雲館、体育館、グランド、テニスコート等がある。

### エリアキャンパス、サテライトキャンパス
地域おこしへの参加など学生の実習やゼミ合宿などに活用されている。
- 大正大学京都アカデミア（エリアキャンパス）
  - 京都府京都市東山区東大路新門前松町292[31]
  - 東山駅より徒歩5分[32]
- 南三陸エリアキャンパス（南三陸まなびの里いりやど[33]）（岩手県）
  - 宮城県本吉郡南三陸町入谷字鏡石5番3
  - くりこま高原駅から車で約50分
- 藤枝サテライトキャンパス（藤枝市産官学連携推進センター[34]）（静岡県）
  - 静岡県藤枝市前島1丁目7番10号
  - 藤枝駅下車南口より徒歩3分
- 淡路サテライトキャンパス（兵庫県淡路市）
- 阿南サテライトキャンパス（徳島県阿南市）
- ニューヨーク・ブルックリンサテライトキャンパス（Brooklyn Beauty/Fashion Labo[35]）（アメリカ合衆国）
  - 300 7th St, Brooklyn, NY 11215[36]

### すがも街なかキャンパス
産学官民連携事業として2018年から行われている「すがもオールキャンパス」の取組として運営されている店舗。
- ガモールマルシェ

巣鴨地蔵通り商店街にあるアンテナショップ。大正大学の連携自治体の特産物や「すがもプリン」などを販売している。
- ガモール志學亭

巣鴨地蔵通り商店街にあるカフェ。地域構想研究所の研究員でもある立川流の落語家立川しらら氏による寄席が行われる。ステーキ丼などを提供している。
- その他
  - ガモールマルシェ能登復興支援店：2024年9月28日から2025年1月中旬ごろまで、令和6年能登半島地震の災害復興支援として巣鴨駅前商店街でオープンした。石川県・富山県・福井県・新潟県の食品や伝統工芸品を販売していた[40]。

## 対外関係

### 姉妹校・大学
- ハワイ大学（アメリカ合衆国）
- 東国大学校（韓国）
- 河南大学（中国）

### 交流協定校・大学
- 北京大学（中国）
- 上海大学（中国）
- ミュンヘン大学（ドイツ）
- 金剛大学校（韓国）
- 東西大学校（韓国）

### 他大学との協定・連携
仏教図書館協会東地区相互利用の協定に加盟しており、大正大学のほかに駒澤大学、淑徳大学、鶴見大学、東洋大学、身延山大学、立正大学の図書館を大学院生、専任教職員、専任研究員・所員なら相互に利用することができる。
大学院文学研究科宗教学専攻では國學院大學、東洋英和女学院大学、駒澤大学、聖心女子大学、立教大学とともに「首都圏における大学院委託科目等履修生制度に関する協定」（「首都圏宗教単位互換協定」）を締結している。
また、地域構想研究所では、佛教大学、静岡産業大学、新潟産業大学、島根大学、和歌山大学、東北公益文科大学、順正学園（吉備国際大学、九州保健福祉大学)、村崎学園（徳島文理大学、徳島文理大学短期大学部）、種智院大学、昌平黌（東日本国際大学、いわき短期大学）、淑徳大学、追手門学院大学と連携している。

### 産官学連携
- 全国商工会連合会（地域構想研究所として連携協定を締結）[44]
- ソフトバンク（「スマートユニバーシティ」をめざす連携協定を締結）[45]。
- TOPPANホールディングス[46]
- 東武トップツアーズ[46]
- KNT-CTホールディングス（近畿日本ツーリスト）[47]
- 日本青年会議所[46]
- 日本政策金融金庫[46]
- 環境省自然環境局[46]
- 第一勧業信用組合[46]
- 日本離島センター[46]

### 地方自治体との連携
大正大学地域構想研究所によると、次の自治体と連携している。

#### 包括協定締結自治体
- 東京都豊島区
- 京都府京都市
- 岩手県
- 長野県
- 宮城県栗原市
- 宮城県南三陸町
- 山形県南陽市
- 新潟県佐渡市
- 福井県越前市
- 岐阜県中津川市
- 岐阜県飛騨市
- 静岡県藤枝市
- 兵庫県淡路市
- 徳島県阿南市
- 島根県益田市

#### 連携自治体
- 北海道：室蘭市、帯広市、滝川市、恵庭市、石狩市、鹿部町、礼文町、利尻富士町、浦幌町
- 岩手県：宮古市、久慈市、遠野市、一関市、二戸市、八幡平市、葛巻町、平泉町
- 宮城県：塩竈市、登米市、栗原市、南三陸町
- 秋田県：秋田市、鹿角市
- 山形県：米沢市、鶴岡市、新庄市、寒河江市、長井市、南陽市、西川町、金山町、最上町、高畠町、飯豊町、庄内町、遊佐町
- 福島県：広野町
- 栃木県：宇都宮市、那須町
- 群馬県：上野村、神流町、下仁田町、南牧村
- 埼玉県：北本市
- 千葉県：館山市
- 新潟県：柏崎市、糸魚川市、五泉市、佐渡市、南魚沼市、胎内市、阿賀町、粟島浦村
- 富山県：氷見市
- 福井県：越前市
- 長野県：須坂市、箕輪町、高森町、小布施町
- 岐阜県：中津川市、飛騨市
- 静岡県：静岡市、熱海市、藤枝市、下田市
- 三重県：松阪市、鳥羽市、志摩市
- 京都府：京都市
- 兵庫県：養父市、淡路市
- 奈良県：奈良市
- 和歌山県：御坊市、みなべ町
- 島根県：益田市、川本町、西ノ島町
- 岡山県：井原市、総社市、美咲町
- 広島県：大崎上島町
- 徳島県：阿南市
- 愛媛県：今治市
- 高知県：室戸市
- 福岡県：岡垣町
- 佐賀県：佐賀市、多久市、江北町
- 長崎県：平戸市、新上五島町
- 大分県：日田市、佐伯市、玖珠町
- 宮崎県：宮崎市、都城市、延岡市、小林市、日向市、えびの市、高千穂町
- 鹿児島県：霧島市、奄美市、屋久島町、大和村、宇検村、龍郷町、天城町、伊仙町、和泊町、知名町
- 沖縄県：国頭村

## 社会との関わり

### バーチャルYouTuberのバーチャル学長就任式
2021年7月31日、バーチャルYouTuberキズナアイが「ひと夏だけのバーチャル学長」に就任するイベントを実施した。バーチャルSNS「cluster」を用いて実施され、大正大学8号館の再現のほか、参加者は大正大学公式キャラクター「T-Duck」に扮装して参加することができた。

### ショートドラマ「僕は君にガーベラを贈る」
2021年12月、演出家平野眞氏と学生が共同で制作したショートドラマ。アントレプレナーシップ教育の一環として行われた。作品はYouTubeにて視聴することができる。

### 「スガモ消滅2026」
2021年、「スガモ消滅2026」と題し、窪田望招聘教授と学生が共同で制作したドラマの公開と謎解きARゲームを実施した。大学の調査では1か月間で6,300万円の経済効果を生んだという。

### 「2026スガモ爆発〜AIスクールバスを食い止めろ〜」
2022年、前年（2021年）に実施した「スガモ消滅2026」に引き続き実施された謎解きイベント。窪田望招聘教授と学生に加え、株式会社謎組が共同制作した。

### 石川県珠洲市の災害復旧
2024年元日に発生した能登半島地震の災害復旧のため、同年6月5日から6月9日の間、学生と教職員を派遣した。

### 「バーチャル寺院」の運営
2024年8月16日の朝日新聞デジタルで、柏木正博理事長がデジタル技術で寺院の機能を強化することを目的とした「バーチャル寺院」を2024年秋から開発に着手することを明かした。同記事によると、2026年の大正大学100周年までに実現したいとしている。